# Crudia glaberrima
Crudia glaberrima là một loài thực vật có hoa trong họ Đậu. Loài này được (Steud.) J.F.Macbr. miêu tả khoa học đầu tiên.